# أبو ميه
أبو ميه (الاسم العلمي: Ephippiorhynchus senegalensis) (بالإنجليزية: Saddle-billed Stork)‏ هو طائر ينتمي إلى لقلق (فصيلة: Ciconiidae).